# Campeonato Mundial de Halterofilia de 1937
El XXIII Campeonato Mundial de Halterofilia se celebró en París (Francia) entre el 10 y el 12 de septiembre de 1937 bajo la organización de la Federación Internacional de Halterofilia (IWF) y la Federación Francesa de Halterofilia.
En el evento participaron 50 halterófilos de 10 federaciones nacionales afiliadas a la IWF.

## Medallistas
| Evento   | Oro                                   | Plata                                | Bronce                         |
| -------- | ------------------------------------- | ------------------------------------ | ------------------------------ |
| 60 kg    | Georg Liebsch Alemania 297,5          | Anton Richter · Austria · 287,5      | Max Walter Alemania 287,5      |
| 67,5 kg  | Anthony Terlazzo Estados Unidos 357,5 | Robert Fein · Austria · 355,0        | Karl Jansen Alemania 330,0     |
| 75 kg    | John Terpak Estados Unidos 357,5      | Adolf Wagner Alemania 340,0          | Hans Valla · Austria · 340,0   |
| 82,5 kg  | Fritz Haller · Austria · 375,0        | Louis Hostin Francia 372,5           | Anton Gietl Alemania 365,0     |
| +82,5 kg | Josef Manger Alemania 420,0           | Václav Pšenička Checoslovaquia 405,0 | Heinz Schattner Alemania 395,0 |

1. 1 2 3  Fuerza (kg) + arrancada (kg) + dos tiempos (kg) = TOTAL (kg)

## Medallero
| Núm. | País           | Oro | Plata | Bronce | Total |
| ---- | -------------- | --- | ----- | ------ | ----- |
| 1    | Alemania       | 2   | 1     | 4      | 7     |
| 2    | Estados Unidos | 2   | 0     | 0      | 2     |
| 3    | Austria        | 1   | 2     | 1      | 4     |
| 4    | Checoslovaquia | 0   | 1     | 0      | 1     |
| 4    | Francia        | 0   | 1     | 0      | 1     |
|      | TOTAL          | 5   | 5     | 5      | 15    |